# جیک مولر
جیک مولر (به انگلیسی: Jake Muller) نام یکی از شخصیت‌های سری رزیدنت ایول است، که اولین بار در رزیدنت ایول ۶ ظاهر شد.او فرزند آلبرت وسکر است بر خلاف پدرش که شخصیت منفی بوده او شخصیت مثبت و قابل کنترل است.

## تاریخچه
جیک پسر ویروس‌شناس مشهور آلبرت وسکر بوده که خیلی زود مادرش وی را ترک می‌کند. جیک برای حمایت از مادرش کاری را در بین سربازان دولتی پیدا می‌کند. جیک در عملیات ضدتروریستی که در شرق اروپا انجام شد دستگیر می‌شود. تمامی همراهان جیک در آن عملیات مبتلا به ویروس «سی» می‌شوند و دستگیری جیک باعث می‌شود که وی از ابتلاء به این ویروس نجات پیدا کند.

## رویداد ادونیا
چندی بعد جیک با مأمور دولتی آمریکا شری برکین ملاقات می‌کند که پدرش یکی از پژوهشگران آلبرت وسکر بوده‌است. شری از جیک می‌خواهد تا جیک به خاطر اینکه خون وسکر در بدنش است به همراه وی برود تا با خون وی در برابر این حملات مقابله کنند جیک نیز این قرارداد را در برابر پول قبول می‌کند. پس از این ملاقات شری و جیک در کنار هم در برابر حملات تروریستی که به وسیله موجودات جهش یافته رخ می‌دهد مقابله می‌کنند. اولین مشکلی که سد راه جیک و شری قرار می‌گیرد آستاناک است. آستاناک هیولایی جهش یافته از ویروس-سی است که به مبارزه با جیک و شری می پردازد اما جیک و شری از دست آستاناک فرار می‌کنند. چندی بعد جیک و شری با گروه B.S.A.A برخورد می‌کنند. کریس ردفیلد و پی‌یرس نیوانس در حال مبارزه با دو هیولای جهش یافته دیگر هستند که جیک و شری به آن‌ها کمک کرده و آن‌ها را نابود می‌کنند. سپس جیک و شری سوار بالگرد شده تا از آنجا خارج شوند پس از مدتی که در آسمان هستند متوجه می‌شوند که آستانک در آسمان به آنهاها حمله می‌کند. جیک و شری در آنجا با آستانک مقابله می‌کنند و مجبور می‌شوند که در بین راه از بالگرد خارج می‌شوند و به محیط کوهستانی می‌رسند. جیک و شری در آنجا خود را به کلبه‌ای می‌رسانند تا استراحت کنند ولی به آن کلبه حمله می‌شود و کلبه خراب می‌شود. جیک و شری سعی برای فرار از آنجا دارند که مجدداً توسط آستاناک مورد حمله قرار می‌گیرند. سپس در آنجا آن‌ها متوجه می‌شوند که کسی که به آستانک دستور می‌دهد ایدا وانگ است. افراد ایدا، جیک و شری را دستگیر کرده و به مدت شش ماه در اتاقی به صورت انفرادی زندانیشان می‌کنند.

## رویداد لانشیانگ
جیک و شری برکین هر طور هست خود را از زندان آزاد کرده و پس از فرار کردن از زندان متوجه می‌شوند که در چین هستند. جیک و شری موتورسیکلتی را پیدا می‌کنند و قصد دارند تا از شهر خارج شوند اما بالگردی به بالای سر آن‌ها می‌آید و به آن‌ها حمله می‌کند. جیک و شری قصد منهدم کردن آن بالگرد را دارند که کریس ردفیلد و اعضای BSAA به کمک آن‌ها می‌آیند و جیک به کمک کریس موفق به منهدم کردن آن بالگرد می‌شوند. جیک و شری خود را از آن منطقه دور می‌کنند تا اینکه با لیان اسکات کندی و هلنا هارپر ملاقات می‌کنند. لیان به جیک و شری می‌گوید که به دنبال کسی که پشت تمام این قضایا هست یعنی درک سیمونز هستند. شری ناگهان شکه می‌شود و به لیان می‌گوید که سیمونز رئیس وی است و امکان ندارد مسئول همه این ماجراها باشد در همین لحظه «آستانک» ناگهان وارد می‌شود. جیک و شری به کمک لیان و هلنا با آستانک مبارزه می‌کنند و در پایان لیان با انداختن تیر چراغ برق به روی آستانک وی را متوقف می‌کند. این چهار نفر با هم به دنبال درک سیمونز می‌روند و در آنجا متوجه می‌شوند که لیان درست حدس زده است و درک سیمونز مسئول تمام این قضایا است. افراد درک به جیک و شری حمله می‌کنند و آن‌ها را دستگیر می‌کنند. جیک و شری پس از مدتی خود را از دست آن‌ها راحت کرده و قصد فرار دارند تا مجدداً با آستانک رو به رو می‌شوند. اینبار نیز درگیری بین جیک و شری در برابر آستانک صورت می‌گیرد که آستانک موفق می‌شود اسلحه‌های این دو را نابود کند اما جیک بدون تفنگ با آستانک مبارزه می‌کند و آن را در میان مواد مذاب می‌اندازد. جیک و شری قصد فرار دارند و می‌بینند که آستانک هنوز زنده است و در حالی که پوست جلوی بدنش کاملاً سوخته به دنبال آن‌ها می‌آید جیک و شری در حالی که هیچ راهی برای خلاص شدن نمی‌بینند یک تفنگ پیدا می‌کنند و با هم تیری به قلب بیرون زده آستانک می‌زنند و آستانک کشته می‌شود.